# كوري بلونت
كوري بلونت (بالإنجليزية: Corie Blount)‏ مواليد 4 يناير 1969 في مونروفيا، هو لاعب كرة سلة أمريكي معتزل. بدأ مسيرته الاحترافية في سنة 1993. تم اختياره من قبل فريق شيكاغو بولز خلال الدرافت. يبلغ طوله 6 قدم 9 بوصة (2.1 م). اعتزل اللعب في 2004. أحرز خلال مسيرته في الإن بي إيه 2287 نقطة بمعدل 3.6 نقاط في المباراة الواحدة.

## المسيرة الاحترافية
لعب مع شيكاغو بولز من سنة 1993 إلى 1995، ثم لعب مع لوس أنجلوس ليكرز من سنة 1995 إلى 1999، ثم لعب مع كليفلاند كافالييرز في سنة 1999، ثم لعب مع فينيكس صنز من سنة 1999 إلى 2001، ثم لعب مع غولدن ستايت ووريورز في سنة 2001، ثم لعب مع فيلادلفيا سفنتي سيكسرز في موسم 2001–2002، ثم لعب مع شيكاغو بولز من سنة 2002 إلى 2004، ثم لعب مع تورونتو رابتورز في سنة 2004.

## روابط خارجية
- كوري بلونت على موقع إن بي أي (الإنجليزية)
- كوري بلونت على موقع سبورتس رفرنس (الإنجليزية)
- كوري بلونت على موقع كرة السلة الأوروبية.كوم (الإنجليزية)
- كوري بلونت على موقع كلية كرة السلة في سبورتس رفرنس.كوم (الإنجليزية)
- كوري بلونت على موقع ريلجم (الإنجليزية)
- كوري بلونت على موقع بروبوليرز (الإنجليزية)